# Jürgen Boduszek
Jürgen Boduszek (* 27. Oktober 1950) ist ein ehemaliger deutscher Fußballspieler.

## Karriere
Jürgen Boduszek wechselte 1969 vom TuS Eintracht Dortmund zu Borussia Dortmund. Für die Borussia absolvierte er vier Bundesligaspiele, in denen er ein Tor erzielte. Später spielte er für Rot-Weiß Oberhausen und von 1973 bis 1975 für Rot-Weiß Lüdenscheid, wo er 21 Spiele in der Fußball-Regionalliga West bestritt, in denen er ein Tor schoss.